# Ja ostajus
Ja ostajus (russisk: Я остаюсь) er en russisk spillefilm fra 2007 af Karen Oganesjan.

## Medvirkende
- Andrej Krasko - Victor Tyrsa
- Fjodor Bondartjuk
- Andrej Sokolov - Gleb Sjahov
- Jelena Jakovleva - Natalja Tyrsa
- Nelli Uvarova - Jevgenija Tyrsa